# Museo de Arenys de Mar
El Museo de Arenys de Mar consta de dos secciones diferenciadas: el Museo Marès del Encaje y el Museo Mollfulleda de Mineralogía, y a su vez conserva y expone la colección del antiguo Museo Municipal Fidel Fita de Arenys de Mar.

## El Museo Marès del Encaje

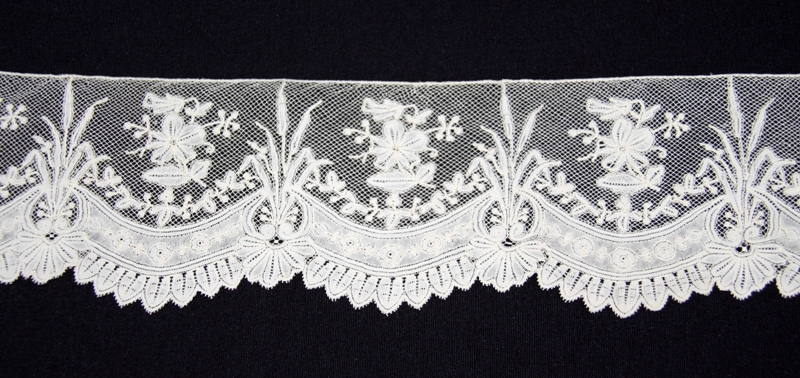
Volante de Valenciennes, siglo XIX

El Museo del Encaje está instalado en un edificio del siglo XVII, antiguamente Hospital de San Jaime, que en 1983 se habilitó como museo para la colección de encajes de Frederic Marès. Actualmente es un museo monográfico de encajes de bolillos que reúne diversas colecciones, como la colección Tórtola Valencia, la colección Vives-Nadal y el fondo Castells. El Museo Marès del Encaje ofrece la posibilidad de conocer prácticamente todas las técnicas y estilos del arte del encaje, piezas de extraordinario valor por su singularidad y la delicadeza de la labor. Muestra todas las técnicas del arte del encaje: encaje de bolillos, encaje de aguja y bordados.

## El Museo Mollfulleda de Mineralogía

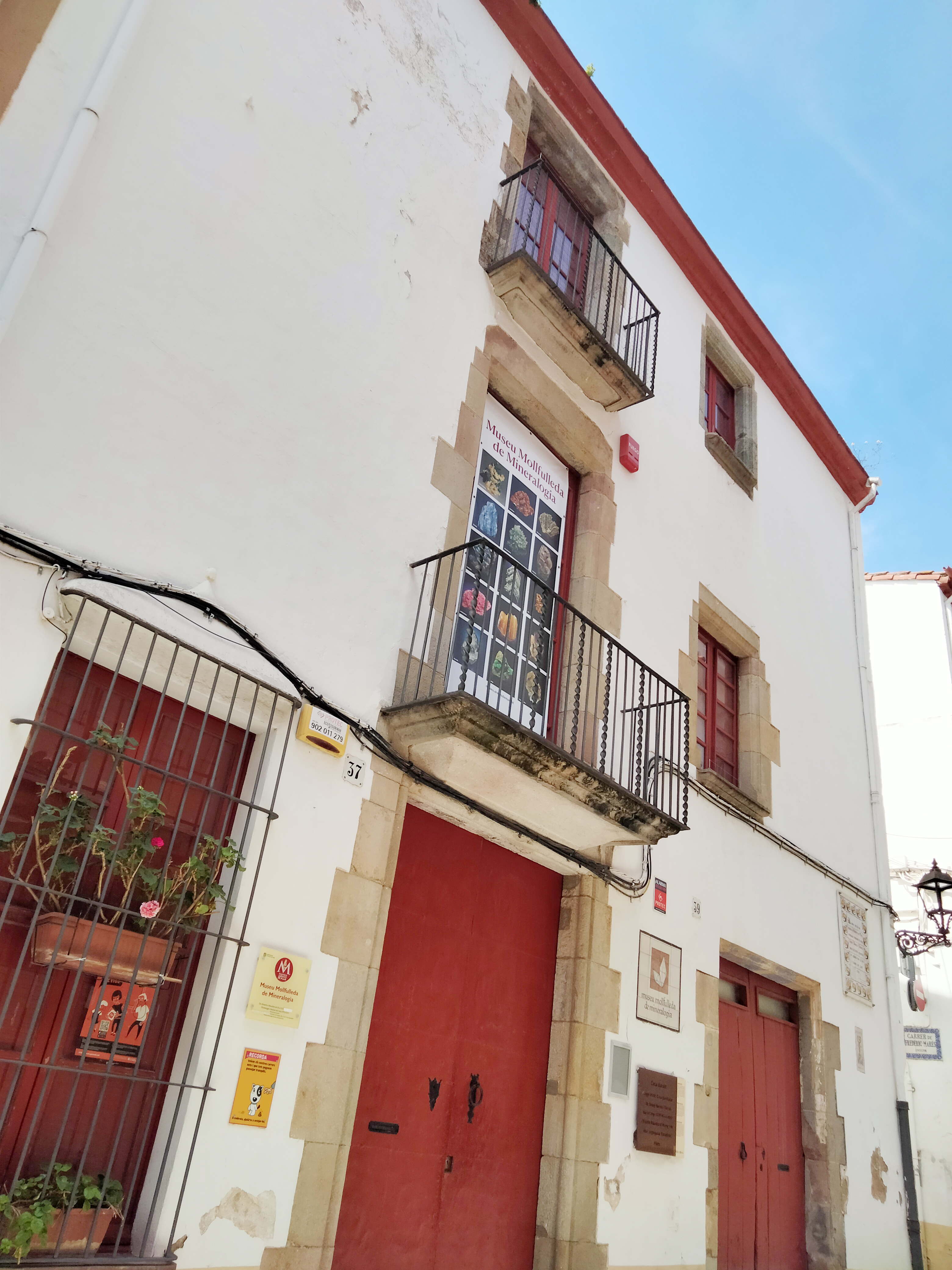
Museo Mollfulleda de Mineralogia,

Este museo se fundó el 9 de octubre de 1988 gracias a la donación que hizo Joaquim Mollfulleda Borrell de su colección de minerales al municipio de Arenys de Mar. El Museo Mollfulleda de Mineralogía es un museo de carácter científico que ofrece una valiosa colección de minerales de todo el mundo clasificados sitemáticamente. Dentro del conjunto pueden contemplarse asimismo piezas de prácticamente todas las minas de España, algunas de ellas ya cerradas. Además de la colección sistemática, el Museo cuenta con un espacio dedicado a la mineralogía de Cataluña con ejemplares de todas las comarcas, entre las que destacan las fluoritas del Papiol, las celestinas de Torá, la variscita de Gavá y las halitas de Cardona.

## Arenys de Mar, una historia
Una de las salas del Museo Marès del Encaje reúne una parte representativa de la colección del antiguo Museo Municipal Fidel Fita, que muestra mediante piezas de diversas procedencias la historia del municipio. En este espacio se encuentran los restos del poblado íbero de la Torre dels Encantats, uno de los más importantes del Maresme, y la colección de piezas de náutica, entre otros objetos.
En febrero de 2011 el museo firmó un acuerdo con el Museo de la Estampación de Premià de Mar y el Consorcio del Centro de Documentación y Museo Textil de Tarrasa para llevar a cabo una política de adquisiciones coordinada y para trabajar conjuntamente en distintos ámbitos de formación, investigación y documentación.